# Nejc Pečnik
Nejc Pečnik (n. 3 ianuarie 1986, Dravograd, Comuna Dravograd, Slovenia) este un fotbalist sloven.
Între 2009 și 2015, Pečnik a jucat 32 de meciuri și a marcat 6 goluri pentru echipa națională a Sloveniei. Pečnik a jucat pentru naționala Sloveniei la Campionatul Mondial din 2010.

## Statistici
| Slovenia | Slovenia | Slovenia |
| An       | Meciuri  | Goluri   |
| -------- | -------- | -------- |
| 2009     | 7        | 2        |
| 2010     | 3        | 0        |
| 2011     | 4        | 0        |
| 2012     | 3        | 2        |
| 2013     | 3        | 0        |
| 2014     | 6        | 0        |
| 2015     | 6        | 2        |
| Total    | 32       | 6        |